# Sarpy County
Sarpy County is een county in de Amerikaanse staat Nebraska.
De county heeft een landoppervlakte van 623 km² en telt 122.595 inwoners (volkstelling 2000). De hoofdplaats is Papillion.

## Bevolkingsontwikkeling

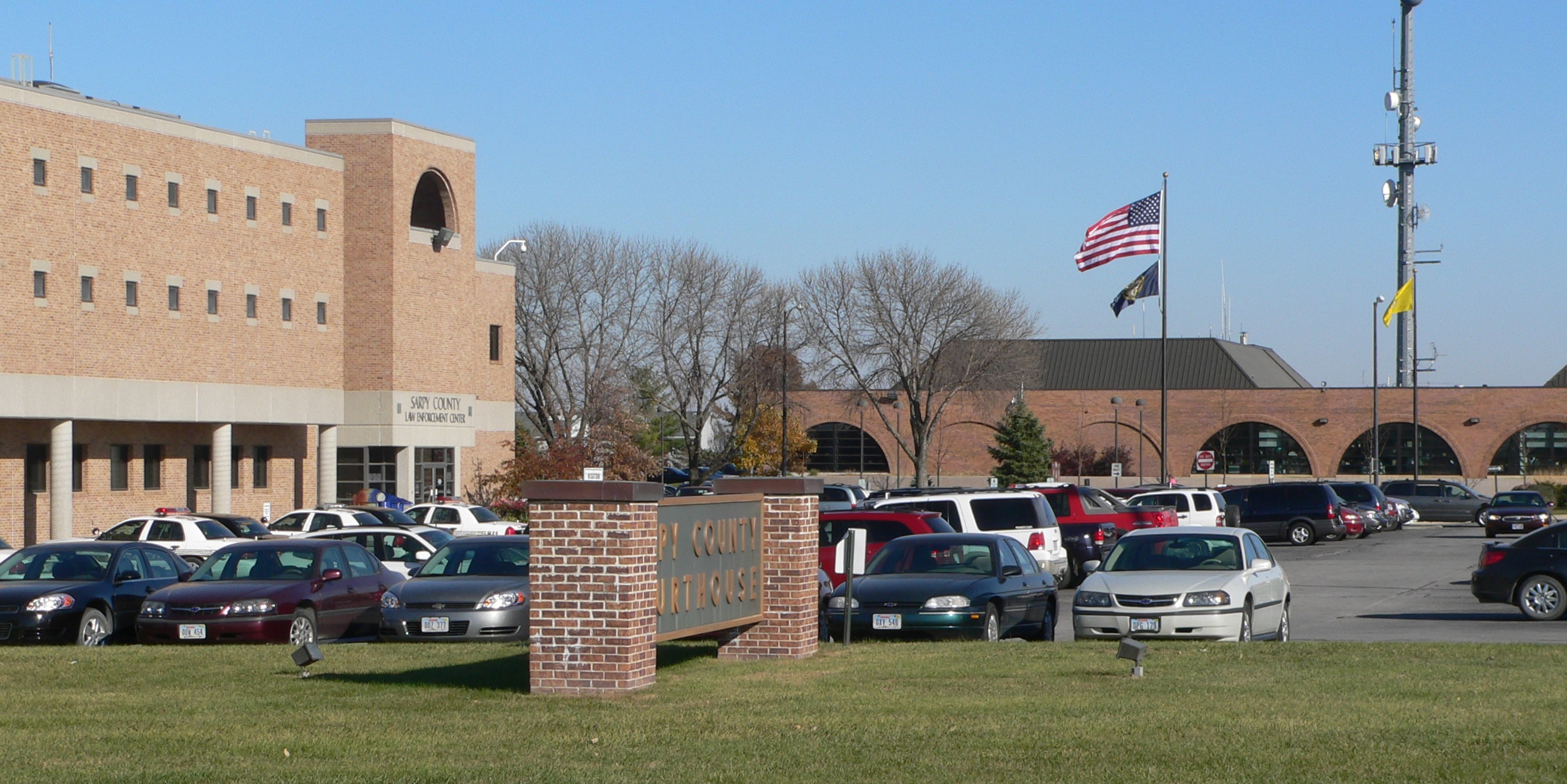
Sarpy County Courthouse